# HD83620
HD83620 — хімічно пекулярна зоря спектрального класу A9, що має видиму зоряну величину в смузі V приблизно  8,2.
Вона  розташована на відстані близько 559,4 світлових років від Сонця.